# Gavin McCann
Gavin Peter McCann (Blackpool, 1978. január 10.) angol labdarúgó, jelenleg a Hyde csapatánál segédedző. Az angol válogatottban egyszer, 2001-ben szerepelt Spanyolország ellen a Villa Parkban.

## Pályafutása
Labdarúgó pályafutása az Evertonban kezdődött. Az első két szezonban még nem játszott egy mérkőzést sem. 1997. szeptember 24-én debütált Newcastle United FC ellen, majd a Sunderland AFCbe igazolt, ahol 500 ezer fontot fizettek érte.
Az új csapatban 1998. november 28-án debütált a Sheffield United ellen. 4–0-ra nyertek. 2003 júliusában az Aston Villába ment. 2,25 millió fontot fizettet érte az Aston Villa.
2007 júniusában aláírta a szerződést a Boltonnal. Egymillió font sterlinget fizetett érte a Bolton.
December 6-án lőtte az első gólját az UEFA-Kupában szerb Crvena zvezda ellen.

## Magánélete
McCann Lytham St Annes-ben él feleségével és lányával. 2008 februárjában megnyitotta saját labdarúgó akadémiáját.

## Külső hivatkozások
- Gavin McCann pályafutásának statisztikái a Soccerbase oldalon (angolul)